# Macrinus calypso
Pour les articles homonymes, voir Calypso (homonymie).
Espèce
Macrinus calypso est une espèce d'araignées aranéomorphes de la famille des Sparassidae.

## Distribution
Cette espèce est endémique de Tobago à Trinité-et-Tobago.

## Description
Le mâle holotype mesure 21,0 mm.

## Étymologie
Son nom d'espèce lui a été donné en référence à la musique du lieu de sa découverte, le Calypso.

## Publication originale
- Rheims, 2010 : Notes on the neotropical genus Macrinus (Araneae: Sparassidae). Zoologia, Curitiba, vol. 27, no 3, p. 440–444 (texte intégral).